# Вамбежиці
Вамбежиці (пол. Wambierzyce, нім. Albendorf) — село в Польщі, у гміні Радкув Клодзького повіту Нижньосілезького воєводства.
Населення — 952 особи (2011).
У 1975-1998 роках село належало до Валбжиського воєводства.

## Демографія
Демографічна структура станом на 31 березня 2011 року:
|          | Загалом | Допрацездатний вік | Працездатний вік | Постпрацездатний вік |
| -------- | ------- | ------------------ | ---------------- | -------------------- |
| Чоловіки | 479     | 80                 | 351              | 48                   |
| Жінки    | 473     | 69                 | 270              | 134                  |
| Разом    | 952     | 149                | 621              | 182                  |